# Évelyne Diebolt
Pour les articles homonymes, voir Diebolt.
Évelyne Diebolt, née le 14 août 1948, est une historienne française, chercheuse indépendante spécialisée en histoire des femmes en France et en histoire du secteur associatif.

## Biographie
Évelyne Diebolt grandit dans la banlieue est de Paris. Sa grand-mère, Lucie Meyer, dont elle publie la correspondance en 2016, est protestante, originaire de Mens. Elle effectue ses études secondaires dans un cours privé laïque, puis fait des études d'histoire. En 1994, elle soutient sa thèse de 3e cycle en histoire des femmes, intitulée Les associations face aux institutions : les femmes dans l'action sanitaire, sociale et culturelle, 1900-1965, à l'université Paris-7, sous la direction de Michelle Perrot. Elle enseigne à l'université de Constantine durant quatre ans, au titre de la coopération puis rentre en France. Elle se marie avec Jean Diebolt, le couple a deux enfants.
Elle obtient des vacations auprès de Michelle Perrot, à l'université Paris-7,. Elle est cofondatrice de la revue Pénélope. Pour l'histoire des femmes dont elle dirige notamment le no 5, intitulé « La femme soignante ». Elle enseigne dans des écoles professionnelles d'infirmières et d'assistantes sociales, ce qui lui permet d'accéder aux archives du monde associatif et protestant.
Elle rédige des rapports pour le Secrétariat aux droits des femmes, le Fonds pour le développement  de la vie associative et des associations qui la sollicitent.
Elle crée Femmes et associations (FA), et pour laquelle elle organise un colloque international. 
Trésorière de l’association Mnémosyne — association pour le développement de l'histoire des femmes et du genre —, dont elle est cofondatrice, elle anime des conférences sur l’histoire des femmes.

## Thèmes de recherches
Ses recherches portent sur les femmes, notamment directrices ou bénévoles et salariées du secteur associatif. Ses travaux portent également sur les femmes protestantes et catholiques dans les domaines sanitaire, social, culturel et politique au XXe siècle.
Ses études s'orientent également vers les femmes du Conseil national de la vie associative (CNVA), devenu depuis 2011 le Haut Conseil à la vie associative (HCVA).

## Publications

### Littérature populaire
- Le Petit Journal et ses romans feuilletons 1863-1914, thèse de 3e cycle sous la direction de Michelle Perrot, 1975.
- Les romanciers témoins du XIXe siècle : Documents de travail / La Documentation photographique ; avec la collaboration de Dany Bataille, Robert Bied, et al., La Documentation française, 1979, 52 p., 2 p. de planches illustrées en noir et en couleurs.
- « Le Fantastique de Raoul de Warren », Les Mémoires du Fulmar, Jean Ray, John Flanders, no 4, Raoul de Warren (décédé en mars 1992), 1980, fondation Jean Ray/Icon.
- « Les Femmes auteures de littérature populaire dans la grande presse à la fin du XIXe siècle en France », Conférence prononcée en novembre 1980 lors du colloque Femmes et Littérature au XIXe siècle, Hofsta University, New York, U.S.A. Ce colloque était présidé par Germaine Greer.
- « Gaston Leroux et la Russie, du journaliste au romancier », Europe, numéro thématique sur Gaston Leroux, PUF, 1981.
- « Une incursion de Louise Michel dans le roman populaire : La Misère », Colloque Louise Michel organisé par le Centre d’études féminines de l’université de Provence, Marseille, 11-12 juin 1982. Actes publiés par l’université de Provence, 1982, p. 99-105.
- Dossier Dorothy Belle Hughes, Jean-Pierre Deloux, François Guérif, et al., Polar, no 27, 1983, 184 p. illustrées, couverture  illustrée en couleurs, contient : François Guérif et Évelyne Diebolt, « Entretien avec Dorothy Belle Hughes ».
- « Du roman populaire au roman policier » in Francis Debyser (dir.), Spécial roman policier, Le Français dans le monde, Paris, Hachette-Larousse, août-septembre 1984, 92 p. illustrées, couverture  illustrée.
- « Le Petit Journal et Emile Gaboriau », Les Cahiers de l’imaginaire, Emile Gaboriau, père du roman policier d’hier et d’aujourd’hui, sous la direction de Jean-Paul Colin, no 11-12, 1984, p. 24-39.
- « Les Contes de la robotique ordinaire », Micros et robots, no 13, décembre 1984, p. 99-102.
- « Le Chien dans la bande dessinée », Micros et robots.
- « Le Fantastique de J.-L. Bouquet », Hommage à Jean-Louis Bouquet (1898-1978).
- Articles sur la littérature populaire parus dans  Désiré (l’ami de la littérature populaire) diffusé par Jean Leclercq, Segognes-Arpheuille.
- « Le Cycle de She, mythe et réalité mythologique », Les Cahiers de l’imaginaire, no 26, décembre 1988, 2e partie du dossier Henry Rider Haggard, sous la direction de Robert Pourvoyeur, éditeur Daniel Couégnas, p. 31-43.
- avec François Le Lionnais, « Le Problème du local clos », De l’appropriation de la plus-value, Organigraphes du Cymbalum Pataphysicum, no 17, 16 juillet 1982 (photo de groupe), p. 45-52.
- Direction d'un numéro de la revue Enigmatica : Femmes et romans policiers, 1990.

### Livres et chapitres sur le secteur sanitaire et social
- avec Valérie Coquerel-Jeanneau, Monique Weinberger, Les Lucines des Lilas et le baby-blues, Paris, collection L’échappée belle dirigée par Emile Copfermann, Paris, Hachette, 1980.
- avec Alessandro Dal Lago, Mariuccia Giacomini, Grazia Honegger Fresco, Pier Luigi Morosini, Claudia Pancino, Franca Pizzini (dir.), Sulla scena del parto : luoghi, figure, pratiche, Milan, éditions Franco Angeli, 1981.
- chapitre «Storia di un esperienza ‘politica’ : la clinica ‘Les Lilas’ di Parigi » in Alessandro Dal Lago, Évelyne Diebolt, Mariuccia Giacomini, Grazia Honegger Fresco, Pier Luigi Morosini, Claudia Pancino, Franca Pizzini (dir.), Sulla scena del parto : luoghi, figure, pratiche, Milan, éditions Franco Angeli, 1981, p. 166-171.
- (dir.), « La Femme soignante », Pénélope pour l’histoire des femmes, no 5, 1981.
- avec Marie-Hélène Hocquard-Zylberberg, Marcelle Capy - Aline Valette : Femmes et travail au dix-neuvième siècle, Paris, collection Mémoire des femmes dirigée par Huguette Bouchardeau et Odile Krakovitch, Paris, Syros, 1984.
- avec la codirection de Marie-Françoise Collière, « Pour une histoire des soins et des pratiques soignantes », Cahier de l'AMIEC, no 10, mai 1988, 299 p.
- chapitre « Une Association professionnelle catholique : l’Union catholique des services de santé et des services sociaux (UCSS) (1922-1938) » in Cahier de l'AMIEC, no 10, 1988, Pour une histoire des soins et des pratiques soignantes, mai 1988, p. 141-157.
- avec Michelle Barrot : chapitre « Des services de soins congréganistes au mouvement des centres de soins » in Cahier de l’AMIEC, no 10, Pour une histoire des soins et des pratiques soignantes, mai 1988, p. 235-256.
- chapitre « Esquisse de biographies : Anna Hamilton (1863-1935), Léonie Chaptal (1864-1937) » in Cahier de l'AMIEC, no 10, Pour une histoire des soins et des pratiques soignantes, mai 1988,  p. 85-121.
- La Maison de Santé protestante de Bordeaux (1863-1934), Vers une conception novatrice des soins et de l'hôpital, préface de Jacques Ellul, Toulouse, éditions Érès, 1990.
- avec Jean-Pierre Laurant, Anne Morgan, une Américaine en Soissonnais (1917-1953). De la reconstruction des régions dévastées à l'action sociale, Soissons, AMSAM, 1990.
- chapitre « Les Laïcisations hospitalières d’influence protestante » in Jacques Poirier et Jean-Louis Signoret (dir.), De Bourneville à la sclérose tubéreuse, Paris, Flammarion, 1991, p. 82-89.
- De la quarantaine au quarantenaire: Histoire du foyer de postcure psychiatrique de l'Élan, publié par le CAT de L'Élan retrouvé, Paris, 1997.
- chapitre « Les Femmes catholiques : entre Église et société » in Kay Chadwick (dir.), Catholicism, Politics and Society in Twentieth-Century France, Liverpool, Liverpool University Press, 2000, p. 219-243.
- chapitre « Women and Philanthropy in France: From the Sixteenth to the Twentieth Centuries » in Kathleen D. McCarthy (dir.), Women, Religion and Civil Society, Indiana University Press, 2001, p. 29-63.
- avec la codirection de Christiane Douyère-Demeulenaere, Un siècle de vie associative : quelles opportunités pour les femmes ?, Colloque international tenu à l’Assemblée Nationale et au CHAN, 14-16 mai 2001, pour la célébration du centenaire de la loi 1901, Paris, éd. Femmes et Associations, 2001.
- Les Femmes dans l’action sanitaire, sociale et culturelle, 1901-2001 ; Les associations face aux institutions, préfaces de Michelle Perrot et d’Emile Poulat, Paris, éd. Femmes et associations, 2001.
- chapitre « La Philanthropie féminine américaine face à la guerre. L’exemple du CARD » in Des Américaines en Picardie au service de la France dévastée, 1917-1924, Historial de la Grande Guerre, Péronne (Somme), Publications de la Réunion des musées nationaux, 2002, p. 24-30 et p. 45-53.
- Femmes de conviction, femmes d'action, les femmes aux postes de décision du secteur associatif (1983-2003), Paris, éd. Femmes et associations, 2004.
- chapitre « Santé, médecine et action sociale », in Bruno Duriez, Étienne Fouilloux, Denis Pelletier, Nathalie Viet-Depaule (dir.), Les Catholiques dans la République, 1905-2005, éditions de l’Atelier, Paris, 2005, p. 131-142.
- chapitre « Des femmes et des associations à l’aune de la ‘loi de Poujol’ » in Francis Lebon, Pierre Moulinier, Jean-Claude Richez et Françoise Tétard (dir.), Un engagement à l’épreuve de la théorie. Itinéraires et travaux de Geneviève Poujol. Collection Débats Jeunesse dirigée par Bernard Roudet, Paris, L’Harmattan, 2008, p. 141-156.
- chapitre « L’Histoire orale ou les nécessaires errances d’une historienne des associations » in Françoise Thébaud, Geneviève Dermenjian (dir.), Quand les femmes témoignent. Histoire orale, histoire des femmes, mémoire des femmes, Paris, Publisud, 2009, p. 123-138.
- Militer au XXe siècle. Femmes, féminismes, Églises et société, Dictionnaire biographique, Paris, Michel Houdiard éditions, 2009.

Évelyne Diebolt, Matériaux pour l’histoire du mouvement Jeunes Femmes, 1950-2010, Paris, Publication MJF et Michel Houdiard éditions, 2010.
- avec Nicole Fouché, Devenir infirmière en France : une histoire atlantique ? 1854-1938, Paris, Publibook, 2011. Mention spéciale de la Société d’histoire des hôpitaux 2014[6].

### Articles et rapports sur le secteur sanitaire et social
- Le Service social de la Mutualité sociale agricole, décembre 1982, 120 p., ATP d'Histoire du Service Social dirigée par Yvonne Knibiehler.
- Les Infirmières et l'UCSS, décembre 1982, 78 p., ATP d'Histoire du Service Social dirigée par Yvonne Knibiehler.
- Les Cinquante premières années de l'École, Participation à la célébration du centenaire de l'École Florence Nightingale à Bordeaux, juin 1984.
- « Florence Nightingale à Bordeaux, une page d’histoire », L’Infirmière enseignante, no 8, septembre-octobre 1984, p. 25.
- « 80 ans d’associations professionnelles infirmières en France (1906-1984) », Pénélope pour l’histoire des femmes, no 11, automne 1984, p. 122-130.
- « Personnel secondaire des hôpitaux et révolution pasteurienne. Un exemple en France : les gardes-malades hospitalières, 1900-1914 », Culture Technique, automne 1985, p. 300-309.
- « Le Centenaire d'une école. Richesse de l'histoire et transmission des valeurs. L'école Florence Nightingale à Bagatelle », Soins, no 454, mai 1985, p. 45-47.
- « Protestantisme, enseignement infirmier et pratique professionnelle : les gardes-malades hospitalières et visiteuses », Ouvertures, revue médico-sociale protestante, mai 1985, p. 3-6.
- avec Sylvie Fayet-Scribe, « Les Associations féministes de recherche », Les Cahiers de l’animation, no 54, 1986, p. 55-70.
- avec Sylvie Fayet-Scribe, « Créativité des œuvres privées et insertion dans le secteur public (1889-1938) », Vie Sociale, no 8-9, août-septembre 1987, p. 443-447.
- « Les Savoirs infirmiers », conférence prononcée lors des entretiens de Bichat, La Revue de l’infirmière, no 2, janvier 1987, p. 42-46.
- « Les Créateurs de l’Uniopss », Union sociale, numéro spécial L’Uniopss a quarante ans, no 382, décembre 1987, p. 5-8. Ce numéro a été réalisé sous la direction de Jean-Bernard Dumortier, Jean-Raoul Berthier, Évelyne Diebolt, Sylvie Fayet-Scribe.
- « Des laïcs en première ligne », Notre histoire, La Charité, p. 38-42.
- avec Sylvie Fayet-Scribe, « Créativité des œuvres privées et prémisses de leur insertion dans le secteur public (1889-1938) » in Rapport ministère des Affaires sociales et de l'Emploi dans le cadre de la Mission Recherche Expérimentale (MI.R.E.), Paris, 1988, 4 tomes (tome I : 204 p., tome II : 283 p., tome III : 63 p., tome IV : 74 p.).
- « Les Œuvres de Léonie Chaptal dans le XIVe arrondissement de Paris (1900-1938) » in Rapport ministère des Affaires sociales et de l'Emploi dans le cadre de la Mission Recherche Expérimentale (MI.R.E.), Paris, décembre 1988, 70 p.
- Historique et dynamique d'une association interfédérale : l'Uniopss 1947-1987, de l'Étude réalisée par l'Uniopss : Recherche sur les associations gestionnaires du secteur sanitaire et social, organisation et thèmes porteurs du mouvement fédératif, dans le cadre du Fonds national de développement de la vie associative (FNDVA), Paris, mai 1988, 133 p., p. 7-30.
- avec Sylvie Fayet-Scribe, « Du médical au social : des pratiques professionnelles dans quelques œuvres », Actes du colloque Techniques et figures du social d'une guerre à l'autre, Cité des Sciences et de l'Industrie, La Villette, 12-14 octobre 1989.
- « Premières œuvres sociales privées et les politiques sanitaires et sociales 1883-1938 » in Séminaire Société française des chercheurs sur les associations (S.F.C.A.), 14 mars 1989, publication S.F.C.A., 17 p.
- avec Sylvie Fayet-Scribe, « Archives d'associations » in Journée d'étude : sources et archives de l'histoire des infirmité, déficiences, inadaptations, handicaps...: conservation, recensement et utilisations, 20 janvier 1990, publication ALTER, p. 3-4.
- « Léonie Chaptal et ses œuvres dans Plaisance (1901-1978) », Revue d’histoire du XIVe arrondissement de Paris, no 34, 1990, p. 65-80.
- « Santé publique et personnel médico-social en France 1900-1930 » in Actes du colloque Maladies, Médecine et Sociétés, Les Invalides, Paris, 16-19 mai 1990.
- « Histoire de femmes soignantes : les gardes-malades, infirmières de santé publique » in Colloque Pluridisciplinarité - Quelle histoire, Association suisse des infirmières et des infirmiers, Lausanne, 27 novembre 1990, publié dans Soins infirmiers, 1991, p. 18-21.
- avec Sylvie Fayet-Scribe, « L'Histoire aux prises avec le social : œuvres et associations XIXe-XXe siècle », Sources, Paris, no 25, 1991, p. 3-10.
- « Figures de femmes, modèles d'associations », Malaises dans le travail social, Le groupe familial, Paris, no 137, 1992, p. 12-17.
- « Le Service social de l'enfance en danger moral : les débuts de l'Association Olga Spitzer, 1923-1939 » in Rapport ministère de la Justice, Paris, 1993.
- Les Associations face aux institutions, les femmes dans l'action sanitaire, sociale et culturelle 1900-1965"", doctorat d'État ès-Lettres sous la direction de Michelle Perrot, université Paris-VII, 1993 (tome I : 140 p., tome II : 327 p., tome III : 188 p., tome IV : 175 p.)
- avec Nicole Fouché, « 1917-1923, les Américaines en Soissonnais : leur influence sur la France », Revue Française d'Études Américaines", no 59, Presses Universitaires de Nancy, février 1994, p. 45-63.
- Postface au livre de Simone Crapuchet, Bagatelle 1930-1958, Érès, Paris, 1994.
- notices biographiques (Anne Morgan, Anne Murray Dike, Andrée Butillard, Apolline de Gourlet, Anna Hamilton, Victorine Verine) in Geneviève Poujol et Madeleine Romer, Dictionnaire biographique des militants –  XIXe-XXe – De l'éducation populaire à l'action culturelle, Paris, L'Harmattan, 1996.
- Women and Philanthropy in France, Working paper, Center for study the Philanthropy, CUNY, New York 1997 (rapport ONU pour la conférence de Pékin).
- « Travail social, histoire associative : vocation féminine et reconnaissance professionnelle », Sociétés et Représentations, no 5, décembre 1997, p. 267-294.
- notices de l’Union catholique des services de santé (UCSS), de l’Union des auxiliaires sociales (UAS), de l’Union nationale interfédérale des œuvres et organismes privés sanitaires et sociaux (Uniopss) in Encyclopédie Catholicisme hier aujourd’hui demain, Paris, Letouzey et Ané, fascicule 71, tome X, 1999, p. 518-519.
- « Les Femmes engagées dans le monde associatif et l’État Providence », Matériaux pour l’histoire de notre temps, no 53, janvier-mars 1999, p. 13-26.
- Les Femmes et les associations : la prise de décision, Secrétariat d’État aux droits des femmes, Paris, mars 2000, 140p.
- Un siècle de vie associative : une opportunité pour les femmes ?, Quelques recherches universitaires, politiques et associatives, Journées internationales des femmes, colloque international, Grenoble, 7-8 mars 2000, publication ville de Grenoble, direction des relations internationales.
- « À l’avant-garde des prises en charge », Union sociale, no 134, février 2000, p. 8-9.
- « Femmes protestantes face aux politiques de santé publique, 1900-1939 », Bulletin de la société de l’histoire du protestantisme français (BHSP), no 146, mars 2000, p. 91-132.
- « Archives d’associations : une mémoire ‘émiettée’, une mémoire ‘étouffée’. État des lieux » in Évelyne Diebolt avec la codirection de Christiane Douyère-Demeulanaère, Un siècle de vie associative : quelles opportunités pour les femmes ?, Colloque international tenu à l’Assemblée Nationale et au CHAN, 14-16 mai 2001, pour la célébration du centenaire de la loi 1901, Paris, éd. Femmes et Associations, 2001, p. 161-187.
- « 1901-2001, femmes et hommes dans la naissance et l’expansion du secteur sanitaire et social. De la coopération à la compétition ? » in Évelyne Diebolt avec la codirection de Christiane Douyère-Demeulanaère, Un siècle de vie associative : quelles opportunités pour les femmes ?, Colloque international tenu à l’Assemblée Nationale et au CHAN, 14-16 mai 2001, pour la célébration du centenaire de la loi 1901, Paris, éd. Femmes et Associations, 2001, p. 131-143.
- « Utile, utilitaire, utilisé… Naissance et expansion du secteur associatif sanitaire et social (1901-2001) », Associations 1901 et économie sociale, cent ans après, Connexions, éditions Érès, no 77, 2002, p. 7-24.
- « Les Américaines en Picardie », La Lettre de l’Historial, Péronne, édition Conseil général de la Somme, no 16, avril 2002, p. 4-5.
- « Militantisme dans les associations sanitaires et sociales », Chronique féministe. Toutes engagées ?, Bruxelles, université des femmes, no 77/79, janvier-avril 2002, p. 33-39.
- Les Femmes dans l’exercice des responsabilités. Des femmes aux postes de décision du secteur associatif : un exemple, les femmes siégeant au Conseil national de la vie associative (CNVA). Étude FNDVA dans le cadre du Mouvement Jeunes Femmes, Paris, novembre 2003, 194 p.
- Notice « Florence Nightingale », in Gisel (dir.), Encyclopédie du protestantisme.
- « Infirmières, infirmières visiteuses, assistantes sociales : engagement social et rayonnement mondial » in Christian Sorrel (dir.), L’Engagement social des croyants : lignes de force, expérience européenne, itinéraire alsacien, Actes de la 11e université d’été d’histoire religieuse, Strasbourg, 10-13 juillet 2002, ERCAL publications, 2004, p. 71-87.
- « Femmes et associations », à propos du site web femmesetassociations.org ouvert en 2000 et fermé en 2010, Pas d’histoire sans elles, Ressources pour la  recherche et l’enseignement en histoire des femmes et du genre, co-publication Mnémosyne et Centre de documentation pédagogique régional de l’académie d’Orléans-Tours, septembre 2004.
- « La naissance de la CFTC dans les associations professionnelles UCSS et UAF (1923-1939) », Syndicats et associations en France. Concurrence ou complémentarité ? Paris, colloque du 25-26 novembre 2004, p. 30-36.
- « História do trabalho social: nascimento e expansão do setor associativo sanitário e social (França: 1901 - 2001) » Revista Estudos Feministas, vol. 13, no 2, 2005, p. 305-329.
- « Beauvoir y Duflo : dos militantes por los derechos de las mujeres » in Karine Tinat (dir.), colloque La Herensa Beauvoir, UNAM-El Colegio de México, México DF, 2011, p. 93-112.
- « Léonie Chaptal (1873-1937), architecte de la profession infirmière », Recherche en soins infirmiers, no 109, 2012, p. 93-107.
- « Prémices de la profession infirmière : de la complémentarité entre soignantes laïques et religieuses hospitalières, XVIIe – XVIIIe siècles, en France », Recherche en soins infirmiers, no 113, 2013, p. 6-18.
- « Anna Hamilton et la Maison de santé protestante de Bordeaux, hôpital-école », Revue de la Société française d’histoire des hôpitaux', no 149, décembre 2013, p. 21-28.
- « L’empreinte de la guerre à Bordeaux et en Gironde », Revue historique de Bordeaux et du département de la Gironde, troisième série, no 20, 2014.

Évelyne Diebolt rassemble les archives des directrices de numéros de Pénélope pour les verser à la bibliothèque Marguerite Durand. Elle a en cours un livre sur l’aventure de cette revue.

### Autres publications
- Amours passionnées pendant la Grande Guerre, Paris, Michel Houdiard éditions, 2016 
  - t. 1 : Lettres de Lucie Meyer (1892-1919), Mens à Gaston Guilly (1889-1945), Paris, 455 p.  (ISBN 2356921435)
  - t. 2 : Lettres de Gaston Guilly (1889-1945), Paris à Lucie Meyer (1892-1919), Mens, 505 p.  (ISBN 2356921443)